# Дом Юнусовых — здание Татарской ратуши
Дом Юнусовых — здание Татарской ратуши — историческое здание в Казани, в Старо-Татарской слободе, на углу улиц Парижской Коммуны и Московской, дом 57/13. Построен в первой трети XIX века. Выявленный объект культурного наследия.

## История
Первоначально дом, построенный в первой трети XIX века, принадлежал купцу Г. И. Ибрагимову, при этом соседнее здание вдоль Владимирской (ныне Московской) улицы, вероятно, принадлежало купцу Абдул-Кариму Юнусову. К 1818 году он выкупил и этот дом вдоль Сенной улицы (ныне Парижской Коммуны). В 1825 году после его смерти дом перешёл к брату, Губайдулле Юнусову. Вскоре он стал городским головой Татарской ратуши (учреждение, управлявшее делами купцов и мещан татарских слобод) и перенёс канцелярию в свой дом. Она там оставалась, по крайней мере, до 1842 года, когда Г. Юнусов умер. Здание отреставрировано в 2013-2014 годах.

## Архитектура
Дом построен в стиле классицизма. Двухэтажное кирпичное здание с современным мансардным этажом, вытянутое вдоль улицы Парижской Коммуны, имеет скруглённый угол. Нижний этаж дома имел торговую функцию, верхний был жилым и административным (именно на нём помещалась Татарская ратуша). Особенно сохранился верхний этаж, оконные проёмы которого снабжены замковыми камнями и прямыми профилироваными сандриками. Ближе к углу находится арка для проезда во двор. Первый этаж изначально закрывался арочными металлическими навесами на чугунных колоннах, которые позднее заменили крупными витринными окнами. На втором этаже на фасаде 20 окон (из них 4 заложены), дом разделён на 4 секции по 5 окон, и каждая снабжена собственным входом в правой стороне каждой секции, в том числе и угловой сегмент.